# Toribio Montes-Caloca y Pérez
Toribio Montes-Caloca y Pérez   (San Mamés, 7 de maig de 1749 - Múrcia, 13 de desembre de 1830) fou un militar i governador colonial espanyol. Va governar Puerto Rico entre 1804 i 1809 i va presidir la Reial Audiència de Quito entre 1811 i 1817.
Nascut a Sant Mamés, era membre d'una família de gentilhomes rurals amb alguns membres en l'exèrcit, El seu pare, Pedro Montes Caloca, era natural de San Mamés, regidor i procurador síndic de tota la vall de Polaciones, i la seva mare, Ángela Pérez Alonso, era natural de Valdeprado. Va emprendre la carrera militar guanyant els seus graus per mèrits i antiguitat.
El 1764, es va allistar com a cadet en el Regiment d'Infanteria del Príncep, destinat en aquells dies a Orà. Va participar, el 1775, en l'expedició contra Algeron; el 1779, en el setge de Gibraltar i, el 1782, en la conquesta de Menorca als anglesos. Sent coronel i cap del batalló d'infanteria de Múrcia, va rebre com a cadet a José de San Martín, qui comptava amb només onze anys d'edat. El 1787 va ser reconeguda la seva condició de noble per la Reial Audiència i Cancelleria de Valladolid i el 1789 va professar com a cavaller de l'Orde de Sant Jaume.
El 1795, va participar en la Guerra del Rosselló sent ascendit a Coronel, i dos anys més tard va ser nomenat brigadier. El 1802, després d'haver participat en la Guerra de les Taronges, va ser ascendit a Mariscal de camp.
El 26 d'abril de 1804, va ser designat per ocupar la Capitania General de Puerto Rico, on va romandre gairebé cinc anys. Segons testimoni de Pedro Tomàs de Córdova en les seves Memòries geogràfiques, històriques, econòmiques i estadístiques de l'Illa de Puerto Rico (1831-1833), al referir-se al general Montes escriu: "La reedificació de les cases de Rei, la composició dels camins, l'establiment d'escoles, el proveïment de carns per a la Capital, l'arranjament de correus, el de urbans i la impremta que va fixar per la primera vegada a l'illa, donant un diari per a la il·lustració del veïnat, faran sempre l'elogi d'un cap tan gelós com a emprenedor ".
El 1810 es va traslladar al Virregnat del Perú com a governador del Callao.
L'1 de novembre de 1811, la Junta Suprema Central el va nomenar president de la Reial Audiència de Quito i cap de l'exèrcit encarregat de pacificar la zona després de les revoltes independentistes. El juny de 1812 va arribar a Guayaquil i es va dirigir a Guaranda. Va combatre en la Batalla de Chimbo, on va ser obligat a replegar-se. L'exèrcit realista també avançava des de Cuenca amb els generals Melchor de Aymerich i Juan de Sámano. La segona trobada va ser en la Batalla de Mocha, que va guanyar, ocupant la ciutat de Mocha, seguida després de les ciutats d'Ambato i Latacunga.
El 7 de novembre de 1812, en la batalla de El Panecillo va pendre Quito, on s'havia proclamat l'Estat de Quito, i va obligar a l'exercit comandat per Carlos Montúfar, i a bona part de la població, a fugir cap a Ibarra, on la nació quiteña cauria finalment després de la Batalla d'Ibarra. Durant els cinc anys que va estar en el lloc va intervenir en dinou accions de guerra, sent recompensat per la seva destacada activitat amb la Gran Creu de Sant Ferran. Va marxar de Quito el 26 de juliol de 1817, arribant a Cadis dos anys després, el 29 d'abril de 1819. Va ser vocal de les Assemblees de les Ordres d'Isabel la Catòlica (1819) i San Fernando (1820), i de la Junta Militar d'Índies (1820).
El 1821, al setanta-dos anys d'edat, es va retirar en la ciutat de Múrcia on va tenir lloc la invasió dels Cent Mil Fills de Sant Lluís, arran de la qual van fugir les autoritats liberals de la província de Múrcia. Després de restablir-se l'absolutisme, Toribio Montes fou nomenat Comandant de la província fins al 31 de desembre de 1827. Va morir a Múrcia l'1 de gener de 1829, a l'edat de setanta-nou anys.